# Global Wars (2016)
Pour les articles homonymes, voir Global Wars.
Cet article concerne l'édition 2016 du pay-per-view Global Wars. Pour toutes les autres éditions, voir ROH Global Wars.
L'édition 2016 de Global Wars est un pay-per-view produit par la Ring of Honor (ROH) et par la New Japan Pro Wrestling (NJPW), qui est disponible en live sur le câble et satellite, en ligne et par Ustream. Cette manifestation de catch s'est déroulé le 8 mai 2016 au Frontier Fieldhouse à Chicago Ridge, dans l'Illinois aux États-Unis. Il s'agit de la 5e édition de Global Wars de l'histoire de la ROH.

## Contexte
Les spectacles de la Ring of Honor et de la New Japan Pro Wrestling en paiement à la séance sont constitués de matchs aux résultats prédéterminés par les scénaristes de la ROH et de la NJPW. Ces rencontres sont justifiées par des storylines - une rivalité avec un catcheur, la plupart du temps - ou par des qualifications survenues au cours de shows précédant l'évènement. Tous les catcheurs possèdent un gimmick, c'est-à-dire qu'ils incarnent un personnage face (gentil) ou heel (méchant), qui évolue au fil des rencontres. Un pay-per-view comme Global Wars est donc un événement tournant pour les différentes storylines en cours.

## Matchs
| # | Matchs | Stipulation                                                                           | Durée |
| --- | --- | ------------------------------------------------------------------------------------- | ----- |
| Dark (WOH) | Kelly Klein bat Mary Dobson (en) | Match simple                                                                          |       |
| Dark | Juice Robinson et Kamaitachi battent The All Night Express (en) (Kenny King et Rhett Titus) et Silas Young et The Beer City Bruiser                                                                                    | Three Way Tag Team match                                                              | 7:18  |
| 1 | Dalton Castle bat ACH, Adam Page et Roderick Strong | Four Corners Survival match pour être challenger au ROH World Television Championship | 8:26  |
| 2 | Jushin Thunder Liger et Cheeseburger (en) battent The Addiction (Christopher Daniels et Frankie Kazarian) | Match par équipe                                                                      | 7:02  |
| 3 | War Machine (Hanson et Raymond Rowe) (c) battent The Briscoe Brothers (Jay Briscoe et Mark Briscoe) | Match par équipe pour les ROH World Tag Team Championship                             | 15:15 |
| 4 | Tetsuya Naito bat Kyle O'Reilly | Match simple                                                                          | 12:00 |
| 5 | Kazuchika Okada et Moose (avec Stokely Hathaway et Gedo) battent Hiroshi Tanahashi et Michael Elgin | Match par équipe                                                                      | 13:46 |
| 6 | Bobby Fish bat Tomohiro Ishii (c) | Match simple pour le ROH World Television Championship                                | 15:30 |
| 7 | Bullet Club (The Young Bucks (Matt Jackson et Nick Jackson et The Guerrillas of Destiny (Tama Tonga et Tanga Roa)) battent Matt Sydal et Time Splitters/Motor City Machine Guns (Alex Shelley, Chris Sabin et Kushida) | Eight Man Tag Team match                                                              | 13:08 |
| 8 | Jay Lethal (c) (avec Taeler Hendrix) vs. Colt Cabana se termine en No-Contest | Match simple pour le ROH World Championship                                           | 22:30 |
| (c) désigne le(s) champion(s) défendant son titre dans le match. (WOH) désigne que le combat est diffusé sur l'émission Women of Honor | |                                                                                       |       |